# Pau Vallvé
Pau Vallvé, född 15 maj 1981 i Barcelona, är en katalansk (spansk) mångsysslare i musikbranschen. Som musiker, kompositör och musikproducent har han sedan mitten av 00-tal komponerat filmmusik samt verkat som singer-songwriter i både eget namn och via sitt satiriska alter ego "Estanislau Verdet". Åren runt millennieskiftet sysslade han med olika amatörmusikprojekt, och senare har han bland annat varit del av den experimentella gruppen "U_Mä". Vallvé har även verkat som videoproducent, både för reklam och musikvideo-produktioner.
Åren 2009–2014 drev Vallvé det alternativa skivbolaget Amniòtic Records. Artister som utgivits på det bolaget – inklusive Inspira, Maria Coma, Nico Roig och Vallvé själv – har både tidigare och senare verkat som musiker på varandras konserter och inspelningar.

## Biografi

### Tidiga år
Pau Vallvé växte upp i Barcelona, som det äldsta av fyra barn i en familj där föräldrarna var lärare. Han började spela trummor vid tre års ålder och började studera musik när han var sex år gammal. Som tioåring började han spela i lokala amatörband, och 5-6 år senare spelade han in sitt första album. Han spelade där trummor och var inspirerad av heavy metal-band som Deftones, Korn och Sepultura. Ett år senare började Vallvé lära ut trumspelande på den lokala musikskolan.
Vid 18 års ålder övergick Pau Vallvé från att spela trummor till gitarr, enligt egen utsago på grund av en sprucken kärleksrelation. Som singer-songwriter började han på egen han göra amatörinspelningar av sin musik, producerade under artistnamn som "Experiment Zero", "Egon28" och "OAK". Samtidigt hade han inlett studier på konstskola.

### Filmmusik, satir, skivbolag
Den tidiga amatörperiodens musik ledde fram till 2004 års produktion av (det hittills outgivna) albumet Postdiluvian, en 80 minuter lång inspelning med mörka texter på engelska. Via Postdiluvian uppmärksammades låtskrivaren Pau Vallvé, och han fick uppdraget att skriva musik för den kommande långfilmen Zulo. Vid samma tid började han också göra musik för reklam och TV. Därefter följde några år då Vallvé lärde sig yrkesmässig musikproduktion.
Runt 2005 skapade Vallvé sitt musikaliska alter ego "Estanislau Verdet". Detta ledde till två album där Vallvé presenterade en satirisk och sarkastisk syn på världen, Un que de tan llest és tonto i un que de tan tonto és llest (2006; 'En som är så smart att han är dum och en som är så dum att han är smart') och L'all ho és tot pels anglesos (2008; 'Vitlök är allt för engelsmännen'). Det Girona-baserade skivbolaget Música Global gav ut de båda albumen – förutom Zulo de till dags dato enda av Pau Vallvés egna musikalbum som han inte givit ut på eget bolag. Titellåten på det senare av Estanislau Verdet-albumen nominerades 2009 till det katalanska musikpriset Premi Puig-Porret.

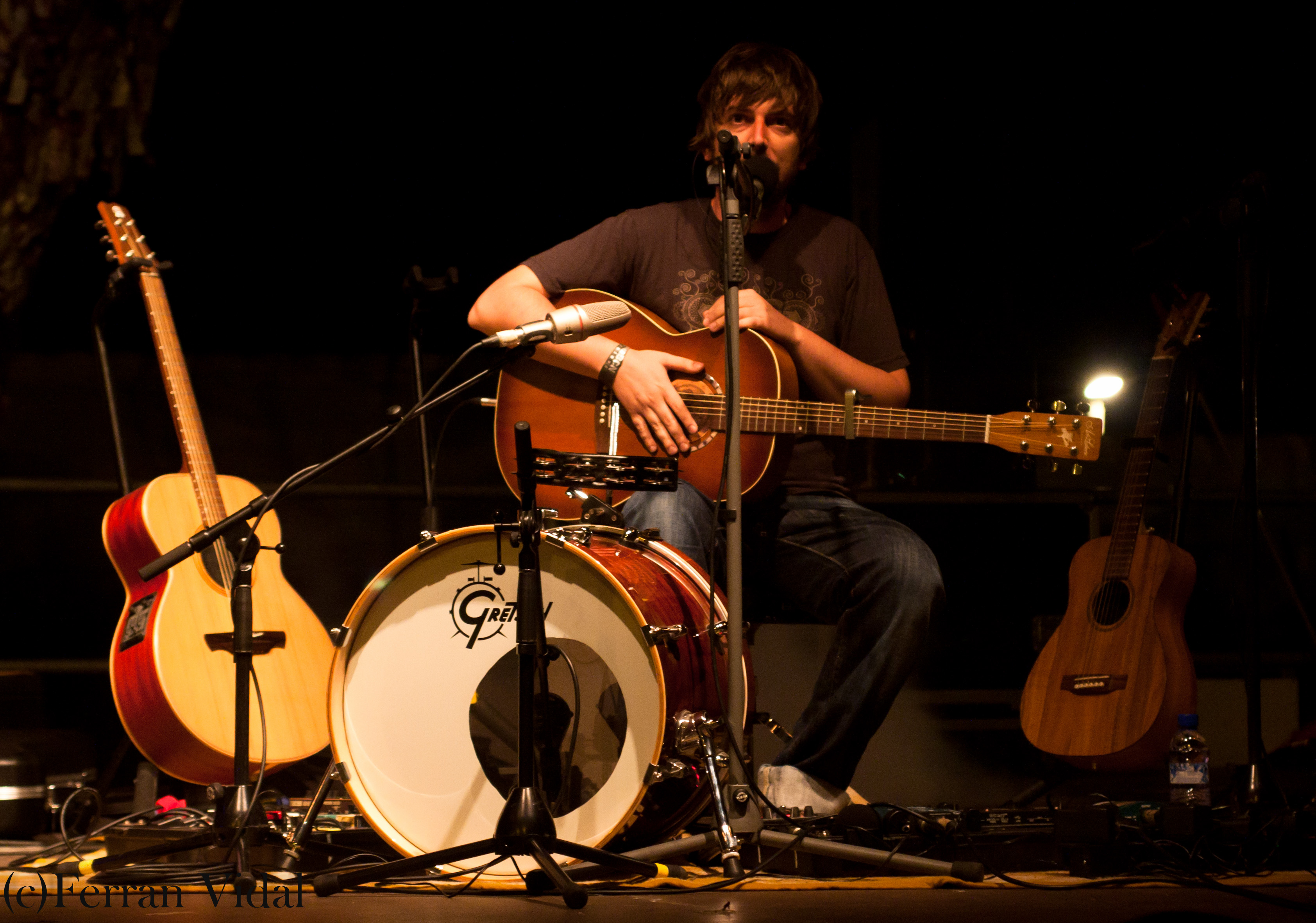
Pau Vallvé, 2011.

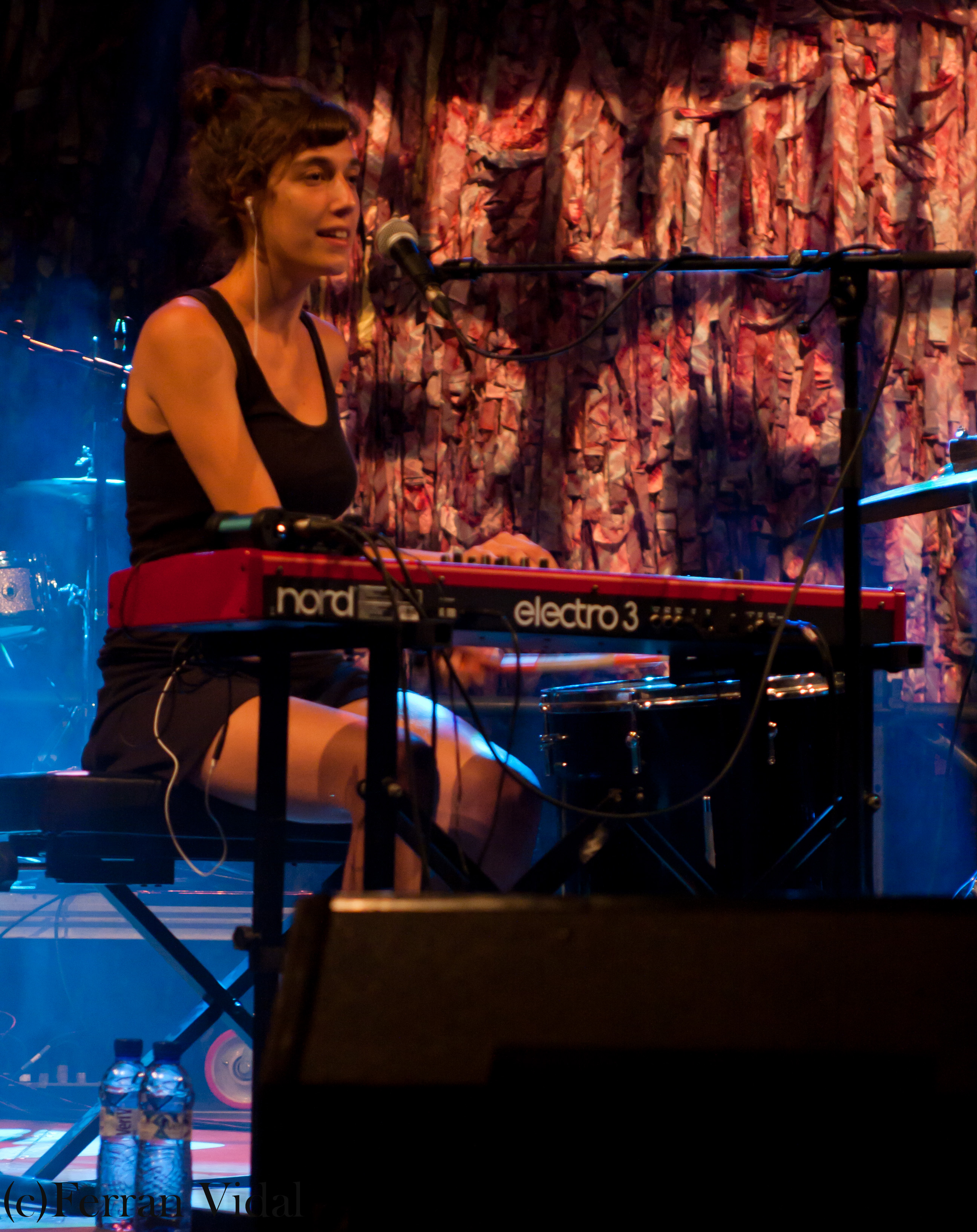
Maria Coma som del av Pau Vallvés turnéband 2011.

2006 bildade Vallvé och den unga pianisten och kompositören Maria Coma det alternativa musikprojektet U_Mä (grafiskt uttolkat på skivomslaget som [PA]U_Mä[ria]). Samma år gavs det självbetitlade debutalbumet ut i egen regi. Två år senare kom en utökad version av albumet ut på Vallvés nystartade skivbolag Amniòtic Records, som han fått hjälp av Música Global med att starta. Música Global fungerade därefter som distributör av bolagets utgåvor.
På Amniòtic Records kom Vallvé under de kommande åren att producera och ge ut skivor med en mindre grupp av katalanska musiker och grupper med koppling till indiepop eller alternativ rock. Förutom Vallvé själv presenterade bolaget album med Maria Coma, Nico Roig, Inspira, Ferran Palau (vid sidan av dennes medverkan i neofolkgruppen Anímic).

### Solokarriär och mångsysslare
Första utgivna soloalbumet i eget namn var 2010 års 2010 (samma år som han begravde sitt alter ego Estanislau Verdet). Det följdes två år senare av De bosc ('Från skogen'). Musiken präglades av indiepop och var betydligt mer inåtvänd än de tidigare albumen som Estanislau Verdet. På 2010 lyfte Vallvé fram saker som han tog avstånd från, medan De bosc var betydligt mer positiv i tonen. Albumtiteln skulle referera till vardagssysslor och "det lilla livet". Båda albumen uppmärksammades i musikpressen, och De bosc valdes till årets album av den spanska musiktidningen Mondo Sonoro.

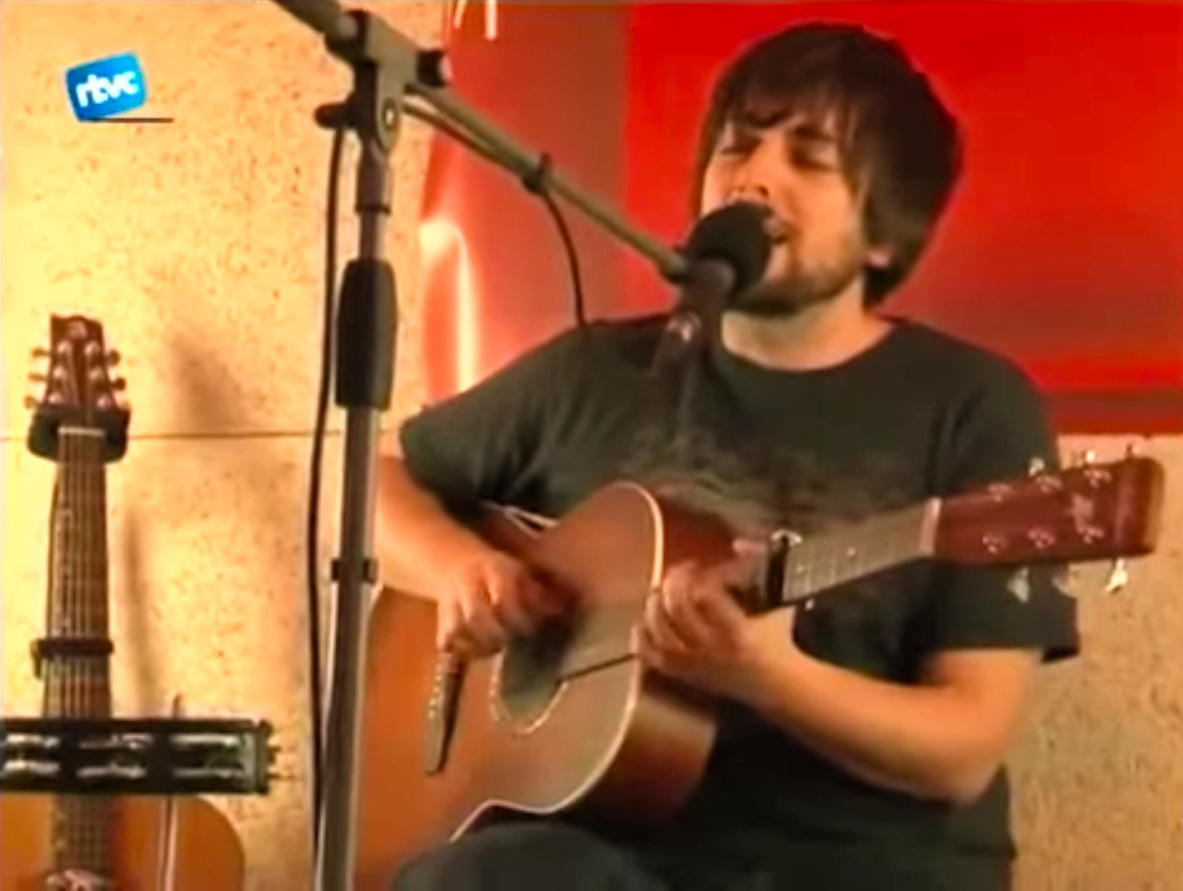
Pau Vallvé vid spelning på Tastautors-festivalen i Cardedeu 2011.

Vallvé fungerade under denna tid inte bara som musikproducent, skivbolagsägare och singer-songwriter. Han spelade ofta på bolagets artisters konserter, och agerade bland annat trummis hos Maria Coma och vibrafonist för gruppen Standstill. Dessutom fortsatte han att komponera filmmusik, inklusive för Suspicious Minds (2009), Han bombardejat una escola (2010, TV-dokumentär) och Món petit (2012), samt musik för reklam och TV-serier (bland annat Mic3 för katalanska TV3).

### Nedläggning och nystart
2013/2014 fick Pau Vallvé nog av det alltmer uppskruvade tempot, som mångsysslare och en av de flitigast anlitade figurerna på den katalanska indiepopscenen. Han lade ner sitt skivbolag, flyttade ut till en liten stuga i nordkatalanska Banyoles, började med hönsskötsel och ägnade en längre tid åt att skriva låtarna till albumet Pels dies bons) ('För de goda dagarna').
Albumet kom ut 2014, i egen regi och helt utan hjälp från något skivbolag. Därefter följde en längre turné runt i Spanien och angränsande länder, och han lyckades få alla 2 500 CD-exemplaren sålda. Efter turnén avslutade han sitt lantliv och flyttade tillbaka till Barcelona. Sensommaren 2015 följde en mindre turné, med 15 spelningar på lika många dagar, i olika europeiska städer. Turnén blev även till en 14 avsnitt lång dokumentärserie, distribuerad via Youtube.

### Dubbelalbum och konsertskivor
2017 följde Pau Vallvés fjärde soloalbum under eget namn. Det 22 låtar (varav två instrumentalstycken) långa Abisme, cavall, hivern, primavera i tornar ('Bråddjup, grensle, vinter, vår och tillbaka igen') släpptes även som dubbel-LP och producerades också den helt i egen regi. Både på detta och på det förra albumet ägnade sig Vallvé åt att i låtarna ge sina åsikter om olika delar av livet, från både mörka och ljusare sidor. Den kronologiskt upplagda låtföljden börjar pessimistiskt, övergår i optimism och återvänder mot slutet till en gnutta pessimism.  Albumets båda CD-skivor presenteras som hälften var av den långa titeln, med CD 1 som "Abisme, cavall, hivern" och CD 2 som "Primavera i tornar".
Mångsysslaren Vallvé menar att han från och med bytet till egenutgivning 2014 började kunna försörja sig på att bara göra (och ge ut) sin egen musik. Utgivningen av albumet följdes upp av en 18 månader lång turné med ett 80-tal spelningar. Albumet beledsagades med flera musikvideor, där musiken till "Avui l'únic que vull" ('Idag det enda jag vill') kombineras med videoklipp på ett antal dansande och hoppande människor – alla släkt eller vänner till Vallvé. Låten presenterades även i katalanska TV3:s eftermiddagsprogram Divendres.
2018 släpptes två album, båda relaterade till den långa turnén. Costa-Roja (Sessions d'assaig al mig del no-res) ('Costa-Roja ['Konsertrepetitioner mitt ute i ingenstans']) innehåll ett antal låtar som kraftigt omarrangerats under årens lopp. Concert 2018 var en inspelning av den sista konserten i Barcelona samma år.

### Före, under och efter pandemin
Pau Vallvés femte egna studioalbum, under eget namn, kom 2019. Life vest under your seat innehåller trots titeln (engelska för 'Livväst under ditt säte') endast låtar med text på katalanska. Låtämnena är även här hämtade ur livet och Pau Vallvés åsikter om världen. Året efter släpptes La vida és ara, inspelat i Vallvés hemmastudio under isoleringen under 2020 års coronapandemi. Albumet utnämndes till årets album av branschtidningen Enderrocks prisjury.
2022 återkom Vallvé med : ). Vallvé menade att det var hans mest politiska album.
Vallvés 18:e album – alla olika konstellationer inkluderat – ges ut hösten 2024. Albumtiteln Agorafília (motsatsen till agorafobi) syftar enligt Vallvé på "lusten att ge sig ut, ur en plats eller ur sig själv". Inför skivsläppet presenterade Vallvé under sommaren låtarna "Ens hem guanyat l'estiu" ('Vi har vunnit sommaren åt oss') och "Pels anys que no hem viscut" ('För åren som vi inte upplevt').

## Stil och erkännande
Pau Vallvé började sin musikbana som en hårdrocksinspirerad trummis. Senare har han prövat på en mängd olika instrument, inklusive gitarr, vibrafon, piano och bas. På scen syns han oftast med elgitarr. Musiken varierar mellan poprock och singer-songwriter-material, ibland instrumentalt framfört. Både Vallvés egen musik och den han genom åren producerat har oftast varit del av Barcelonas indiepop/indierock-scen. Som ung ville han skapa distans till den katalanska singer-songwriter-traditionen (ofta trubadur-buren pop), och som sitt alter ego "Estanislau Verdet" drev han med den katalanska musikens ukulele-spelande och poprock. På senare år har han ändå närmat sig denna genre. Vallvés sångstil innehåller ofta distorsion eller överdubbningar.
Pau Vallvé har fått flera katalanska priser som musiker eller som producent. 2010 belönades hans produktion av Maria Comas album Linòleum med Premi Joan Trayté som årets bästa musikproduktion. Satirprojektet "Estanislau Verdet" nominerades året innan till Premi Puig-Porret för bästa sång.

## Diskografi
Nedan listas olika musikproduktioner av eller med Pau Vallvé, uppdelade under olika artist- eller gruppnamn. Överst listas tidiga och outgivna amatörinspelningar under olika artistnamn; de är producerade under namnet Pau Vallvé om ej annat nämns. Listan inkluderar album, EP och ej albumkopplade singlar. 

### Tidiga, outgivna inspelningar
- 1998 – Melt Down (som Experiment Zero; A la caza de ñu)
- 1999 – Last Recordings E.P. (som Experiment Zero; EP)
- 1999 – Buenas Noches (singel)
- 1999 – Say Always Goodbye E.P. (som Egon28; EP)
- 2000 – Old Boy Screaming Silence (som Egon; dubbel-CD)
- 2001/2002 – Great Spirit of Old Aromas (9 CD-skivor)
- 2003 – When It Rains
- 2003 – Things Behind Disguise
- 2004 – Postdiluvian (som Pau Vallvé/OAK)

### Pau Vallvé
- 2005 – Zulo, K Indústria/Discóbolo Films (filmmusik)
- 2009 – Suspicious Minds, Amniòtic Records (filmmusik)
- 2010 – 2010, Amniòtic Records
- 2012 – De bosc, Amniòtic Records
- 2014 – Pels dies bons (egenutgiven)
- 2016 – "Rise", Filmax (singel med filmmusik till filmen 100 metros)
- 2017 – Abisme, cavall, hivern, primavera i tornar (egenutgiven; även som dubbel-LP)
- 2017 – Smoking Room ("original theater soundtrack", egenutgiven)
- 2018 – Costa-Roja  (Sessions d'assaig al mig del no-res) (egenutgiven)
- 2018 – Concert 2018 (konsertinspelning, egenutgiven)
- 2019 – Life vest under your seat (egenutgiven)
- 2020 – La vida és ara (egenutgiven)[25]
- 2022 – : ) (egenutgiven)
- 2024 – Agorafília (egenutgiven)

### Estanislau Verdet
- 2006 – Un que de tan llest és tonto i un que de tan tonto és llest, Música Global
- 2008 – L'all ho és tot pels anglesos, Música Global

### U_Mä
- 2007 – U_mä, Error Lo-Fi/u_mä
  - 2009 – U_mä (Reedició especial), Amniòtic Records (utökad nyutgåva: en ny låt samt en musikvideo)